# Seznam mehiških kardinalov
Seznam mehiških kardinalov.

## A
- Carlos Aguiar Retes
- Felipe Arizmendi Esquivel

## C
- Ernesto Corripio Ahumada

## G
- José Garibi y Rivera

## L
- Javier Lozano Barragán

## M
- Miguel Darío Miranda Gómez

## O
- Sergio Obeso Rivera
- Francisco Robles Ortega

## P
- Juan Jesús Posadas Ocampo

## R
- Norberto Rivera Carrera

## S
- José Salazar López
- Juan Sandoval Íñiguez
- Alberto Suárez Inda
- Adolfo Suárez Rivera